# Manhattan Beach (Nova Iorque)
Manhattan Beach é um bairro residencial no distrito de Brooklyn, Nova Iorque. É cercado pelo Oceano Atlântico ao sul e a leste, pela Baía de Sheepshead ao norte e por Brighton Beach a oeste. O Bairro é tradicionalmente composto por italianos e asquenazes, mas há também um grande número de sefarditas e russos no bairro. Manhattan Beach é conhecido por ser um dos bairros mais ricos do Brooklyn, tendo um dos mais altos preços de aluguéis da cidade. A área faz parte do Brooklyn Community Board 15 (conselho de Comunidade).
O nome do bairro é devido a praia situada no Oceano Atlântico, localizada no fim da parte leste de Coney Island.

## Galeria de Fotos

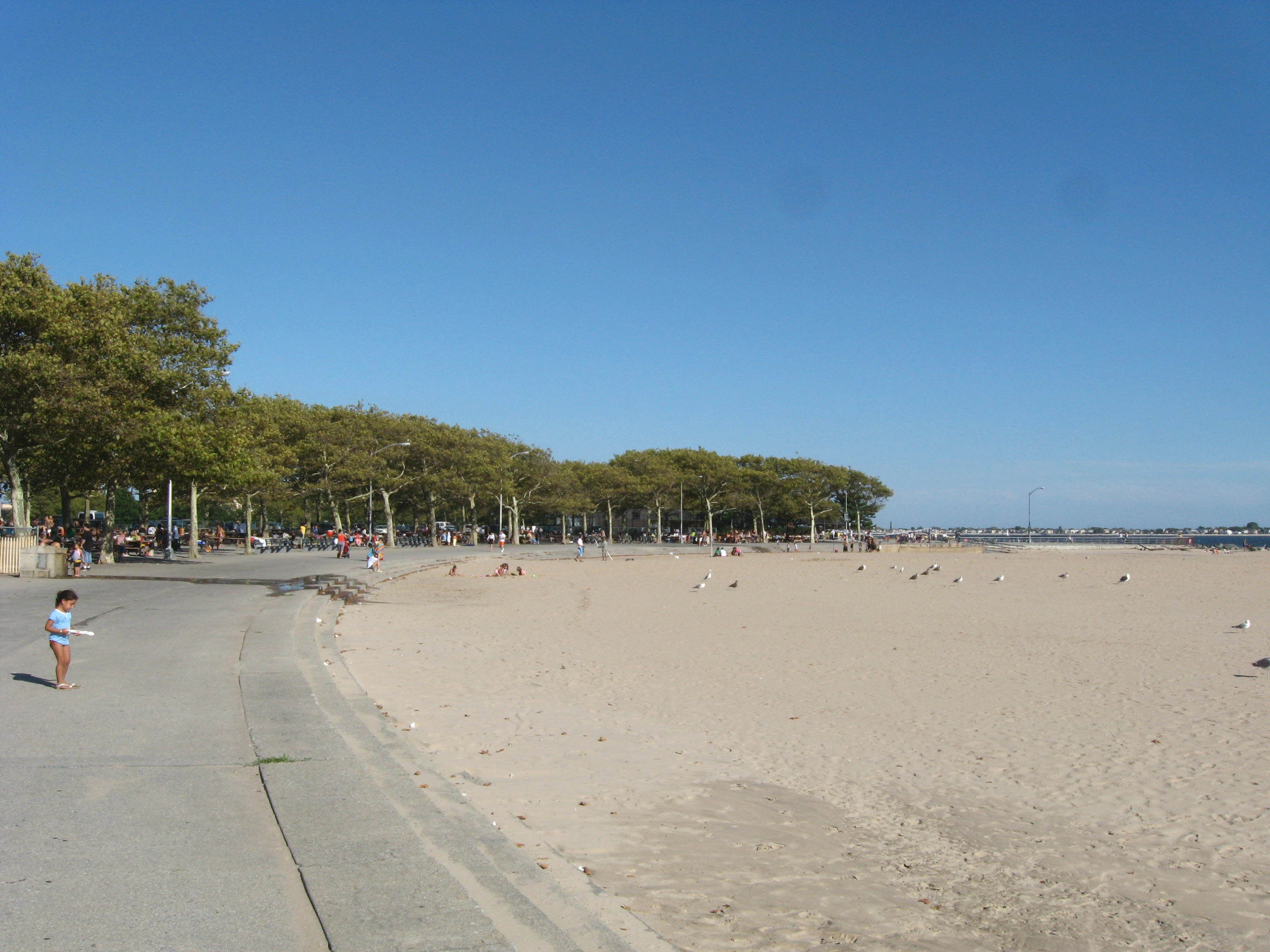
Praia em Manhattan Beach
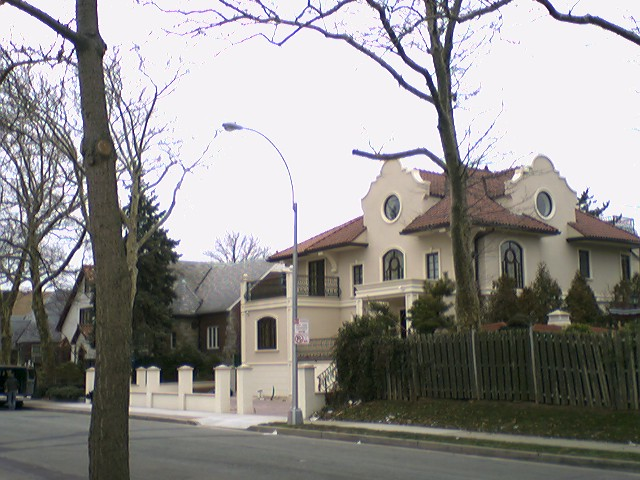
Casa típica de Manhattan Beach
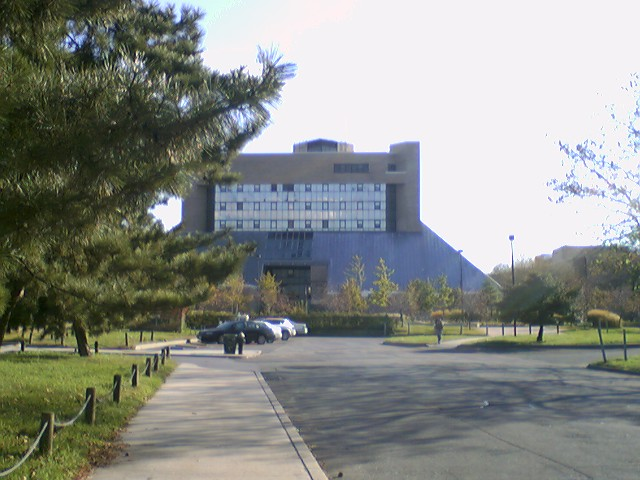
Universidade Kingsborough Community
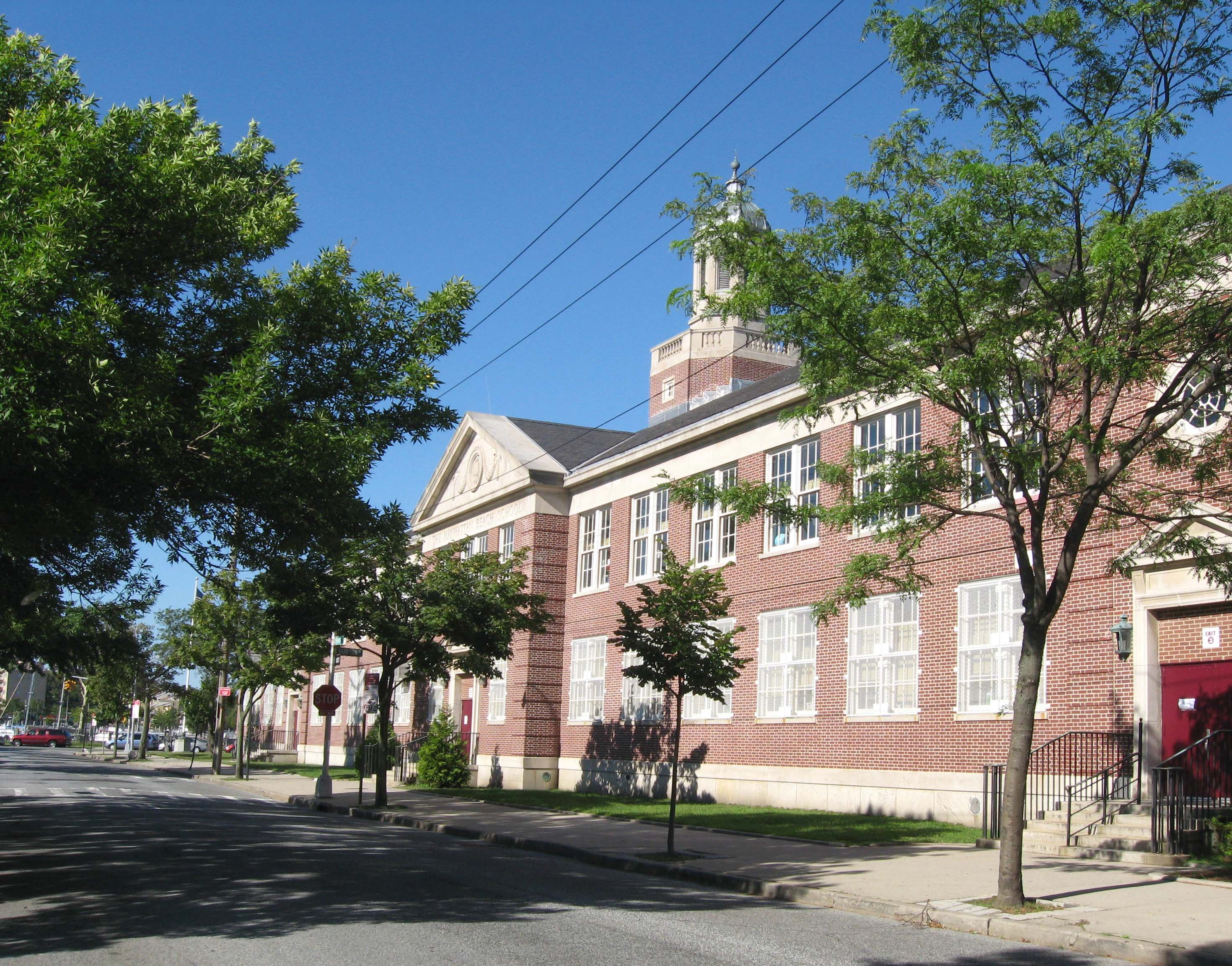
PS 95
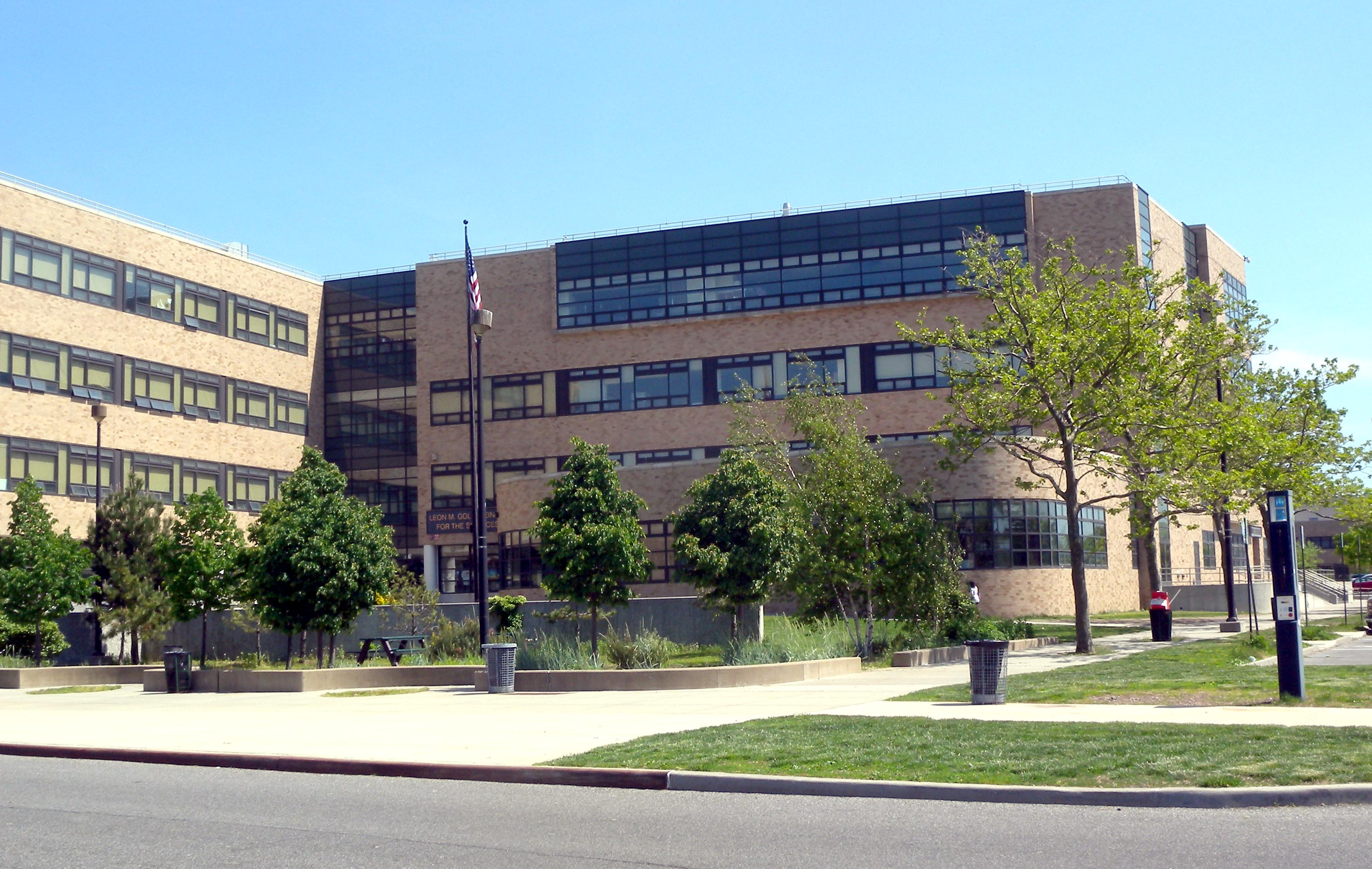
Colégio Leon M. Golstein